# Hexatoma fuliginosa
Hexatoma fuliginosa là một loài ruồi trong họ Limoniidae. Chúng phân bố ở miền Tân bắc.